# Szíria az 1996. évi nyári olimpiai játékokon
Szíria az egyesült államokbeli Atlantában megrendezett 1996. évi nyári olimpiai játékok egyik részt vevő nemzete volt. Az országot az olimpián 5 sportágban 7 sportoló képviselte, akik összesen 1 érmet szereztek. Szíria első aranyérmét szerezte az olimpiai játékok történetében.

## Érmesek
| Érem  | Versenyző | Sportág  | Versenyszám  |
| ----- | --------- | -------- | ------------ |
| Arany | Gáda Suá  | Atlétika | Női hétpróba |

## Atlétika
| Versenyző | Versenyszám | 100 m gát | 100 m gát | Magasugrás | Magasugrás | Súlylökés | Súlylökés | 200 m | 200 m | Távolugrás | Távolugrás | Gerelyhajítás | Gerelyhajítás | 800 m   | 800 m | Végeredmény | Végeredmény |
| Versenyző | Versenyszám | Idő       | Pont      | Eredmény   | Pont       | Eredmény  | Pont      | Idő   | Pont  | Eredmény   | Pont       | Eredmény      | Pont          | Idő     | Pont  | Pont        | Helyezés    |
| --------- | ----------- | --------- | --------- | ---------- | ---------- | --------- | --------- | ----- | ----- | ---------- | ---------- | ------------- | ------------- | ------- | ----- | ----------- | ----------- |
| Gáda Suá  | Hétpróba    | 13,72     | 1018      | 186 cm     | 1054       | 15,95 m   | 925       | 23,85 | 995   | 626 cm     | 930        | 55,70 m       | 971           | 2:15,43 | 887   | 6780        |             |

## Birkózás
Kötöttfogású
| Versenyző       | Versenyszám | 32-es főtábla                    | Nyolcaddöntő             | Negyeddöntő       | Elődöntő          | Vigaszág 2. kör                      | Vigaszág 3. kör   | Vigaszág 4. kör   | Vigaszág 5. kör   | Vigaszág 6. kör   | Bronz- mérkőzés   | Döntő             | Helyezés |
| Versenyző       | Versenyszám | Ellenfél Eredmény                | Ellenfél Eredmény        | Ellenfél Eredmény | Ellenfél Eredmény | Ellenfél Eredmény                    | Ellenfél Eredmény | Ellenfél Eredmény | Ellenfél Eredmény | Ellenfél Eredmény | Ellenfél Eredmény | Ellenfél Eredmény | Helyezés |
| --------------- | ----------- | -------------------------------- | ------------------------ | ----------------- | ----------------- | ------------------------------------ | ----------------- | ----------------- | ----------------- | ----------------- | ----------------- | ----------------- | -------- |
| Háled el-Farezs | 52 kg       | Alfred Ter-Mkrtchyan (GER) · 3–1 | Lázaro Rivas (CUB) · 0–5 |                   |                   | Ha Thejon (Ha Tae-Yeon) (KOR) · 0–10 | kiesett           | kiesett           | kiesett           | kiesett           | kiesett           |                   | 15.      |

Szabadfogású
| Versenyző       | Versenyszám | 32-es főtábla                | Nyolcaddöntő      | Negyeddöntő       | Elődöntő          | Vigaszág 2. kör          | Vigaszág 3. kör             | Vigaszág 4. kör        | Vigaszág 5. kör   | Vigaszág 6. kör   | Bronz- mérkőzés                       | Döntő             | Helyezés |
| Versenyző       | Versenyszám | Ellenfél Eredmény            | Ellenfél Eredmény | Ellenfél Eredmény | Ellenfél Eredmény | Ellenfél Eredmény        | Ellenfél Eredmény           | Ellenfél Eredmény      | Ellenfél Eredmény | Ellenfél Eredmény | Ellenfél Eredmény                     | Ellenfél Eredmény | Helyezés |
| --------------- | ----------- | ---------------------------- | ----------------- | ----------------- | ----------------- | ------------------------ | --------------------------- | ---------------------- | ----------------- | ----------------- | ------------------------------------- | ----------------- | -------- |
| Ahmad el-Aoszta | 68 kg       | Arajik Gevorgjan (ARM) · 1–9 |                   |                   |                   | Yüksel Şanlı (TUR) · 4–1 | Arsen Fadzayev (UZB) · 11–9 | Küllo Kõiv (EST) · 1–4 |                   |                   | A 7. helyért · Küllo Kõiv (EST) · 2–7 |                   | 8.       |

## Ökölvívás
| Versenyző   | Versenyszám  | Selejtező                         | Nyolcaddöntő               | Negyeddöntő       | Elődöntő          | Döntő             | Helyezés |
| Versenyző   | Versenyszám  | Ellenfél Eredmény                 | Ellenfél Eredmény          | Ellenfél Eredmény | Ellenfél Eredmény | Ellenfél Eredmény | Helyezés |
| ----------- | ------------ | --------------------------------- | -------------------------- | ----------------- | ----------------- | ----------------- | -------- |
| Háled Faláh | Légsúly      | Phamuansak Phasuwan (THA) · 11–9  | Daniel Reyes (COL) · 13–15 | kiesett           | kiesett           | kiesett           | 9.       |
| Hadúr Adnán | Félnehézsúly | Daniel Andrade Júnior (BRA) · 4–9 | kiesett                    | kiesett           | kiesett           | kiesett           | 17.      |

## Súlyemelés
Férfi
| Versenyző           | Versenyszám | Szakítás | Szakítás | Lökés    | Lökés    | Összesen | Helyezés |
| Versenyző           | Versenyszám | Eredmény | Helyezés | Eredmény | Helyezés | Összesen | Helyezés |
| ------------------- | ----------- | -------- | -------- | -------- | -------- | -------- | -------- |
| Abdalláh esz-Szebái | 70 kg       | 130,0    | 22.      | 160,0    | 22.      | 290,0    | 22.      |

## Úszás
Férfi
| Versenyző       | Versenyszám  | Előfutam | Előfutam | Előfutam | Döntő   | Döntő   | Döntő   | Helyezés |
| Versenyző       | Versenyszám  | Idő      | Hely.    | Össz.    | Típus   | Idő     | Hely.   | Helyezés |
| --------------- | ------------ | -------- | -------- | -------- | ------- | ------- | ------- | -------- |
| Hisám el-Maszri | 400 m gyors  | 4:10,23  | 8.       | 32.      | kiesett | kiesett | kiesett | kiesett  |
| Hisám el-Maszri | 1500 m gyors | 16:42,35 | 8.       | 32.      | kiesett | kiesett | kiesett | kiesett  |